# Telkom 4
O Telkom 4, também conhecido por Merah Putih, é um satélite de comunicação geoestacionário indonésio construído pela Space Systems/Loral que está localizado na posição orbital de 108 graus de longitude leste e é operado pela PT Telekomunikasi Indonesia. O satélite foi baseado na plataforma SSL-1300 e tem uma expectativa de vida útil de 15 anos.

## História
A PT Telkom Indonesia selecionou a Space Systems/Loral em dezembro de 2015 para construir o satélite Telkom 4. O novo satélite é o substituto do antigo satélite Telkom 1. Ele leva a bordo 60 transponders de banda C. 36 transponders são utilizados na Indonésia e o resto é usado para o mercado indiano.

## Lançamento
O satélite foi lançado com sucesso ao espaço em 7 de agosto e 2018, às 05:18 UTC, por meio de um veículo Falcon 9 Full Thrust a partir da Estação da Força Aérea de Cabo Canaveral, na Flórida, EUA. Ele tinha uma massa de lançamento de 5 800 kg.

## Capacidade
O Telkom 4 está equipado com 60 transponders em banda C para fornecer serviços via satélite para o Sudeste Asiático e Subcontinente indiano. 36 transponders são para uso doméstico na Indonésia, enquanto os 24 restantes são alugados e comercializados para a Índia.

## Usuários do serviço
Devido a ajustes inadequados no satélite Palapa D até julho de 2020, enquanto seu satélite sucessor, Nusantara Dua (Palapa N1), não conseguiu alcançar a órbita, muitos canais de TV e rádio viajaram de Palapa D para Telkom-4. Abaixo está uma lista das frequências do canal que eles realizaram desde julho de 2020

#### Tv por satélite
- Telkomsat 1 (HD/SD) (3720/H/32727)
  - Fatwa TV
  - Ashiil TV
  - Muadz TV
  - Izzah TV
  - Surau TV
  - Ahsan TV
  - Hijrah TV
  - Madinah TV
  - Makkah TV
  - Rasyaad TV
  - Niaga TV
  - Al-Iman TV
  - Salam TV
  - tvOne
  - RRI Net
  - Lejel Home Shopping Live
  - KTV
  - Kompas TV
  - Nusantara TV
  - Jak TV
  - DAAI TV
  - MYTV
  - Jaya TV Jayapura
  - Fatwa TV
- TVRI Group (HD/SD) (3926/H/4000)
  - TVRI
  - TVRI Kanal 3
  - TVRI SportHD
- TVRI Nasional (3921/H/3500)
- TVRI Daerah
  - TVRI Kalimantan Tengah (3857/H/3000)
  - TVRI Papua Barat (3957/H/3000)
  - TVRI Papua (3967/H/3905)
- Telkomsat 2 (HD/SD) (4020/H/32727)
  - TVRI Bengkulu
  - TVRI Sumatera Utara
  - TVRI Lampung
  - TVRI Nusa Tenggara Timur
  - Tegar TV Lampung
  - Lapak Musik TV
  - TV Desa
  - Nusantara TV
- MNC Media (4034/H/16600) (RCTI, MNCTV e GTV(Indonesia) só podem receber transmissões gratuitas com receptores (K-Vision, Nusantara HD e Nex Parabola).
  - RCTI (Televisão por assinatura) (HD)
  - MNCTV (Televisão por assinatura) (HD)
  - GTV (Indonesia) (Televisão por assinatura) (HD)
  - iNews (Sinal aberto) (HD)
- EMTEK Group (HD) (4121/H/12250)
  - SCTV (HD)
  - Indosiar (HD)
  - O Channel (HD)
- SCM Group (4005/H/9000)
  - SCTV (SD)
  - Indosiar (SD)
  - O Channel (SD)
- Trans Media (3880/H/3200) (Sinal aberto)
  - CNN Indonesia (canal criptografado) (HD)
  - CNBC Indonesia (canal criptografado) (HD)
  - Trans TV (HD) (3890/H/6000)
  - Trans7 (HD) (3875/H/6000)
- Rajawali Corpora (3949/H/4333)
  - RTV (HD)
- Mediacom
  - MetroTV (HD) (4080/H/32677)
  - Magna Channel (HD) (4158/H/3776)
- NET Mediatama Televisi
  - NET. (HD) (3986/H/4400)
  - NET. (SD) (3992/H/4700)
- Visi Media Asia
  - ANTV (3850/H/6000)
  - TvOne (4174/H/6000)
- SBS-in (3880/H/29900)
- TV9 Nusantara (3776/H/1700)
- TVMu (3778/H/2500)
- TV Edukasi (HD) (4125/V/5500)
- Efarina TV (3978/H/2083)
- Bali TV (3938/H/1640)
- Ruai TV (3960/H/1600)
- HCBN Indonesia (3964/H/1200)
- Temanggung TV (3971/H/3000)
- Hope Channel Indonesia (3974/H/1700)
- BBS TV (4154/H/1500)
- Indosat Ooredoo Group (HD/SD) (4080/H/32677)
  - MetroTV
  - Elshinta TV
  - Lejel Home Shopping
  - TV In
  - Sinema Indonesia X
  - TV P
  - FTV (Indonesia)
  - M Cine Channel
  - MetroTV Jawa Timur
  - JTV
  - I Am Channel
  - Drakor Plus
  - U-Channel
  - Iam-Channel
  - Digdaya TV
  - TvOne
  - Sinema Indonesia
  - K-Drama
- WesalVision (3745/H/4545)
  - Madani TV
  - Elkisi TV
  - Wesal TV
  - GPR TV
  - D'Fikr TV
- Rodja TV (3824/H/3636)
  - MGI TV
  - Rodja TV
  - Radio Rodja
- Reformed 21 (3900/V/29800)
- K-Vision (Televisão por assinatura) (3860/V/31000) e (4060/V/31000)
  - Music Information Channel (Sinal aberto)
  - M Shop Smart (Sinal aberto)
  - M Shop Trendy (Sinal aberto)
- Nex Parabola (Televisão por assinatura) (4180/V/29800)
  - O Shop (Sinal aberto)
- Indonesia Network
  - Aceh TV
  - Sumut TV
  - Sriwijaya TV
  - Bandung TV
  - Semarang TV
  - Jogja TV
  - Surabaya TV

#### Radio por satélite
- Radio Republik Indonesia (3954/H/3200)
  - RRI Pro 1 Jakarta
  - RRI Pro 1 Palembang
  - RRI Pro 1 Langsa
  - RRI Pro 1 Bandung
  - RRI Pro 1 Semarang
  - RRI Pro 1 Gorontalo
  - RRI Pro 1 Entikong
  - RRI Pro 1 Nunukan
  - RRI Pro 1 Kupang
  - RRI Pro 1 Sumenep
  - RRI Pro 1 Pontianak
  - RRI Pro 1 Sungailiat
  - RRI Pro 1 Manokwari
  - RRI Pro 1 Jayapura
  - RRI Pro 1 Gunung Sitoli
  - RRI Pro 1 Kendari
  - RRI Pro 1 Sibolga
  - RRI Pro 1 Bandar Lampung
  - RRI Pro 1 Jambi
  - RRI Pro 1 Banda Aceh
  - RRI Pro 1 Banjarmasin
  - RRI Pro 1 Pekanbaru
  - RRI Pro 1 Manado
  - RRI Pro 1 Padang
  - RRI Pro 1 Surabaya
  - RRI Pro 1 Palu
  - RRI Pro 1 Cirebon
  - RRI Pro 1 Mataram
  - RRI Pro 1 Tahuna
  - RRI Pro 1 Tanjung Pinang
  - RRI Pro 1 Palangkaraya
  - RRI Pro 1 Samarinda
  - RRI Pro 1 Jember
  - RRI Pro 1 Sintang
  - RRI Pro 1 Ranai
  - RRI Pro 1 Atambua
  - RRI Pro 1 Ambon
  - RRI Pro 1 Ende
  - RRI Pro 1 Makassar
  - RRI Pro 1 Medan
  - RRI Pro 1 Ternate
  - RRI Pro 1 Denpasar
  - RRI Pro 2 Jakarta
  - RRI Pro 3
  - RRI Pro 4 Jakarta
  - Channel 5
  - Voice of Indonesia

## Web Oficial
- (em inglês) e (Indonesia) www.telkom.co.id Telkom Group
- (em inglês) e (Indonesia) www.telkomsat.co.id Operador de satélite